# Tomasz Przyjemski
Tomasz Przyjemski herbu Rawicz (ur. 10 marca 1749 w Konarzycach, zm. w 1802 w Jeleniach) – poseł łomżyński na Sejm Rozbiorowy 1773–1775, starosta grodowy łomżyński, uczestnik insurekcji kościuszkowskiej.
W 1764 roku podpisał elekcję Stanisława Augusta Poniatowskiego. Nie uczestniczył w konfederacji barskiej, jednak w 1772 roku osadzony został w Tykocinie i oskarżony o sprzyjanie konfederatom. Członek konfederacji Adama Ponińskiego w 1773 roku.  Jako poseł  ziemi łomżyńskiej na Sejm Rozbiorowy (1773–1775) był przedstawicielem opozycji. 15 kwietnia 1775 roku wraz z trzema posłami: Rupertem Duninem, Franciszkiem Jerzmanowskim i Stanisławem Kożuchowskim wniósł manifest w grodzie warszawskim o nieważności wszystkich postanowień sejmu od 1773 do 1775 roku.
W czasie insurekcji 1794 roku Rada Zastępcza Tymczasowa dokooptowała go do Deputacji Komisji Porządkowej ziemi łomżyńskiej.